# Berufsfortbildungswerk

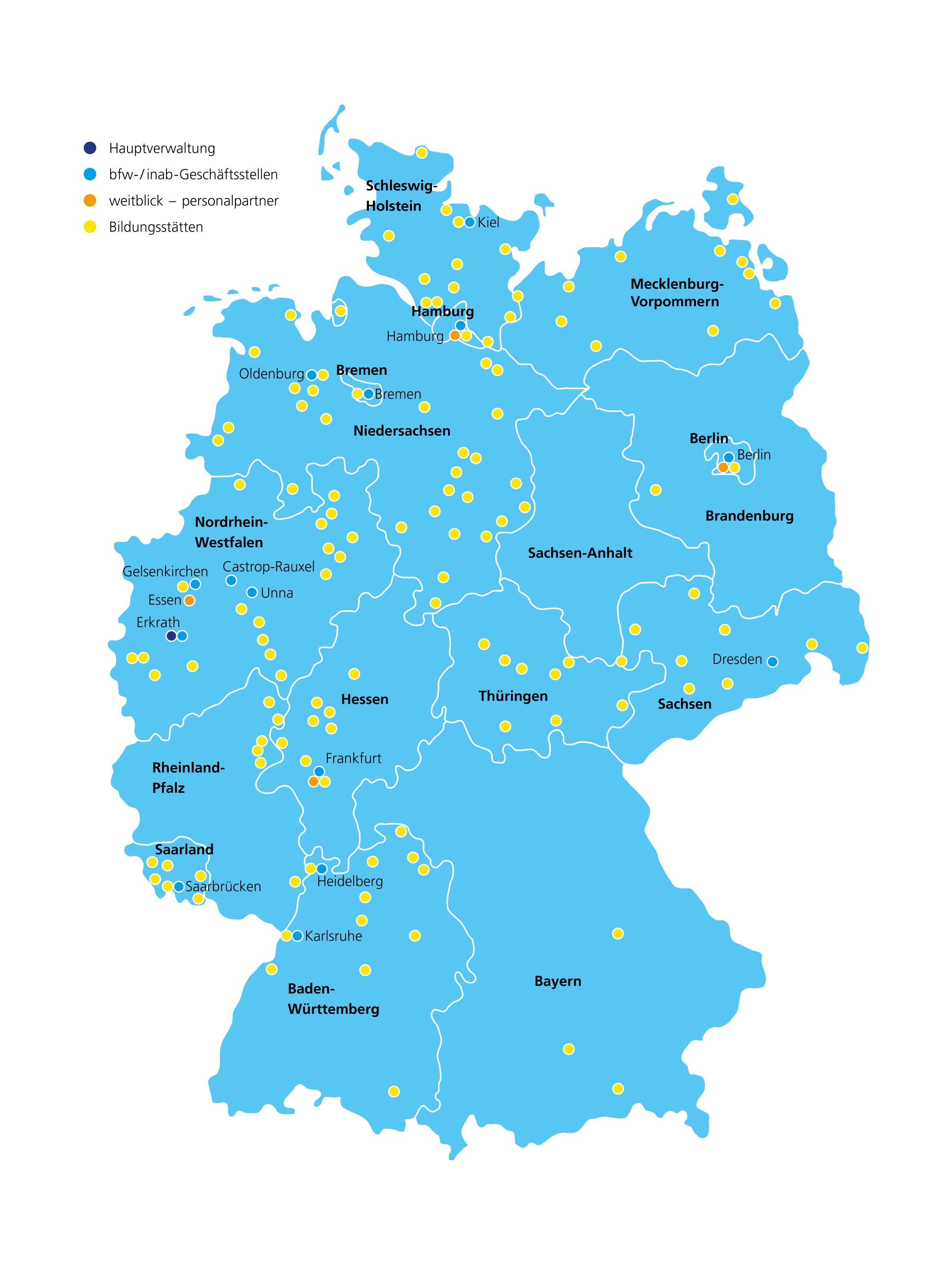
Die Standorte des BFW

Die Konzerngruppe bfw – Unternehmen für Bildung ist eine Bildungsinstitution in Deutschland mit Hauptsitz im nordrhein-westfälischen Erkrath.
Das 1953 gegründete Unternehmen ist anerkannter gemeinnütziger Träger der beruflichen Weiterbildung. In den etwa 200 Bildungseinrichtungen und Schulungsstätten im gesamten Bundesgebiet sind rund 1800 hauptberufliche Mitarbeiter beschäftigt.
Der Umsatz im Geschäftsjahr 2016 betrug 120 Millionen Euro.

## Gründung
Der Deutsche Gewerkschaftsbund (DGB) baute zu Beginn der 1950er-Jahre örtliche Berufsfortbildungswerke auf. Am 18. Juli 1953 beschloss der Bundesausschuss des DGB, das höchste Gremium zwischen den DGB-Kongressen, einstimmig, die bestehenden Berufsfortbildungswerke zu einer Gesellschaft mit beschränkter Haftung zusammenzufassen. Am 4. Dezember 1953 wurde der Gesellschaftsvertrag unterzeichnet und das Berufsfortbildungswerk des Deutschen Gewerkschaftsbundes gegründet. Seitdem trägt die bfw-Unternehmensgruppe dazu bei, die gewerkschaftliche Forderung, „jeder muss die Möglichkeit erhalten, sich entsprechend seiner Eignung und Neigungen für einen Beruf weiterzubilden“ zu erfüllen (DGB-Grundsatzprogramm).
Die neue Gesellschaft fasste die bereits bestehenden Einrichtungen in Augsburg, Dortmund, Düsseldorf, Iserlohn, Mannheim, München, Münster, Nürnberg, Stuttgart und Wuppertal zusammen. Im ersten Jahr des Bestehens bot das bfw bereits 924 Kurse an. Kaufmännische Fächer wie Maschinenschreiben, Stenographie und allgemeinbildende Fächer wie  Deutsch und Fremdsprachen waren Schwerpunkte. Auch der technische Bereich wurde abgedeckt. In den Folgejahren entstanden zahlreiche neue Berufsfortbildungswerke an verschiedenen Standorten in der Bundesrepublik. Damit das Lehrgangsangebot an die regionalen und lokalen Bedingungen angepasst wird, entscheiden die einzelnen bfw-Einrichtungen relativ selbstständig über ihre Programme.
Mit der Wiedervereinigung Deutschlands und den besonderen Bedingungen im Gebiet der ehemaligen DDR gründete das Berufsfortbildungswerk am 12. September 1990 ein Tochterunternehmen mit Sitz in Berlin: die Berufsfortbildungswerk GmbH (bfw).
Mit der Übernahme der Berliner inab GmbH – Gesellschaft für Arbeit und Bildung, und der Umfirmierung in inab – Ausbildungs- und Beschäftigungsgesellschaft am 21. Oktober 1991 in Berlin wurde die Diversifikation des Angebots innerhalb des Konzerns erreicht: Hier finden Jugendliche und junge Erwachsene Angebote im Bereich Übergang Schule und Beruf, berufliche Orientierung, Erstausbildung und Beschäftigung.
Das Tochterunternehmen weitblick – personalpartner GmbH wurde am 1. Januar 2004 gegründet, um den spezifischen Anforderungen im Geschäftsfeld Personalentwicklung gerecht zu werden.
Heute qualifiziert der Konzern in etwa 200 Bildungseinrichtungen und Schulungsstätten im gesamten Bundesgebiet jährlich rund 45.000 Teilnehmende.

## Geschäftsfelder
Die Dienstleistungen der bfw-Gesellschaften umfassen die gesamte Bildungskette. Das Angebot erstreckt sich über eine Vielzahl von Fort- und Weiterbildungen, Rekrutierung und Qualifizierung, individuelle Berufswege- und Karriereplanung bis hin zur Personalentwicklung. Dies geschieht überwiegend auf der Grundlage der Finanzierung durch die Bundesagenturen für Arbeit (BA), die Jobcenter und die Optionskommunen. Zusätzlich werden auch Kurse im Auftrag anderer Kostenträger wie der Justiz oder der Bundeswehr durchgeführt. Des Weiteren bietet die bfw-Unternehmensgruppe Qualifizierungen für Unternehmen und Privatkunden an.

### bfw – Unternehmen für Bildung
Der Mutterkonzern Berufsfortbildungswerk Gemeinnützige Bildungseinrichtung des DGB GmbH (bfw) mit Sitz in Düsseldorf firmiert mit seinen Töchtern gemeinsam als bfw – Unternehmen für Bildung. Der Konzern ist nach DIN EN ISO 9001:2015 sowie der Akkreditierungs- und Zulassungsverordnung Arbeitsförderung (AZAV) zertifiziert. Das bfw – Unternehmen für Bildung ist Gründungsmitglied im Bundesverband der Träger beruflicher Bildung e. V. (BBB) und dort mit einem Sitz im Vorstand vertreten.

### inab – Jugend, Bildung und Beruf
Die bfw-Tochter inab – Ausbildungs- und Beschäftigungsgesellschaft des bfw mbH, kurz inab – Jugend, Bildung und Beruf, bietet seit mehr als 20 Jahren Aus- und Weiterbildungen sowie Arbeitsmarkt-Qualifizierungen für junge Menschen an.

### weitblick – personalpartner
Die bfw-Unternehmenstochter weitblick – personalpartner GmbH unterstützt Unternehmen beim Personalabbau. Das Unternehmen ist Gründungsmitglied im Bundesverband der Träger im Beschäftigtentransfer e. V. (BVTB). Die weitblick – personalpartner GmbH bietet außerdem in den Bereichen Personalentwicklung und -beratung Dienstleistungen an.

### maxQ. im bfw
Die Marke maxQ. im bfw bietet Aus-, Fort- und Weiterbildung für die Gesundheitswirtschaft, insbesondere im Bereich Erziehungs-, Sozial- und Pflegeberufe an.